# Jadwiga Pietrusiewiczowa

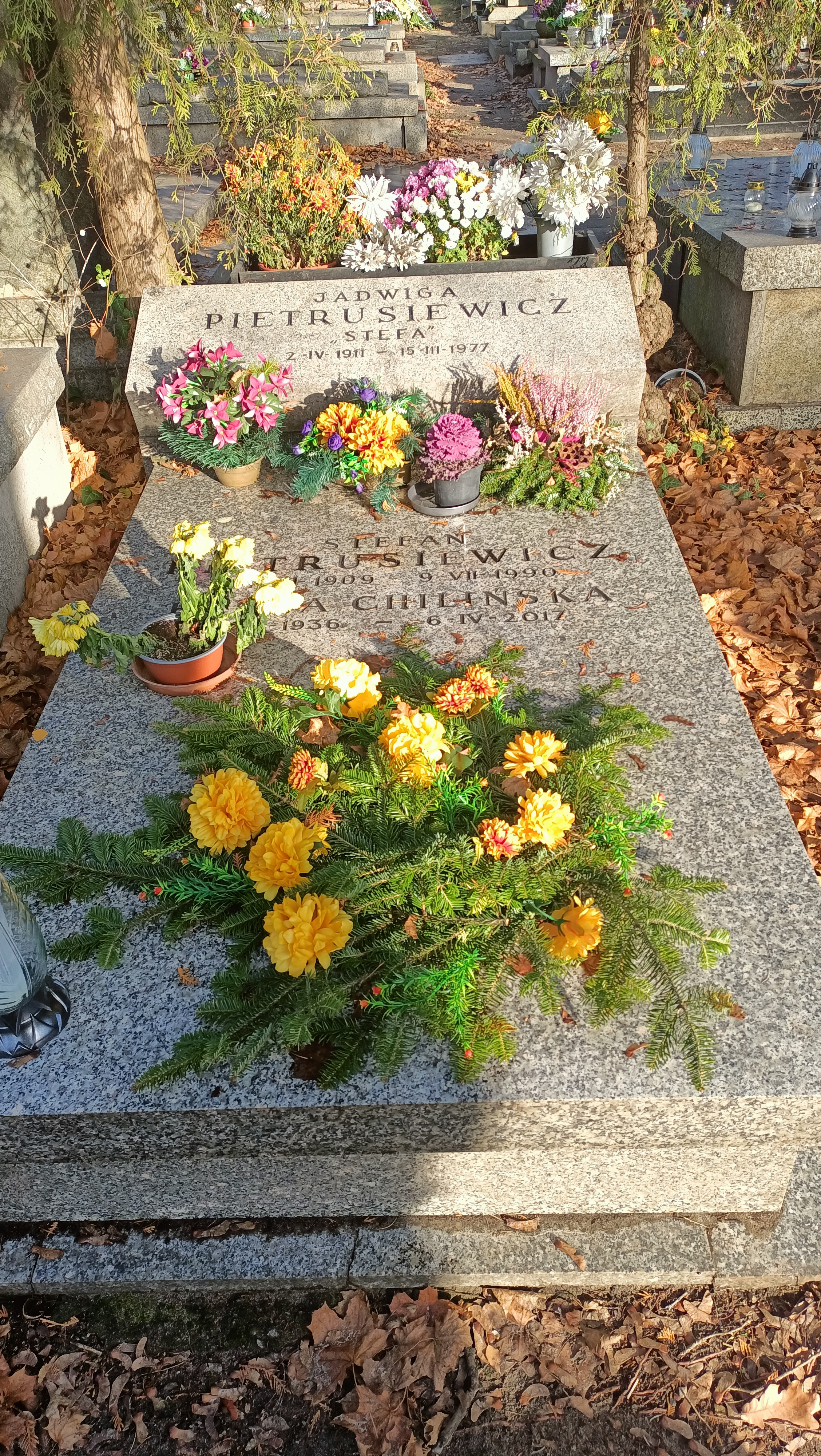
Grób Jadwigi Pietrusiewicz na cmentarzu Wojskowym na Powązkach

Jadwiga Pietrusiewiczowa (ur. 2 kwietnia 1911 w Kunicach, zm. 15 marca 1977 w Warszawie) – polska historyk literatury, dydaktyk.

## Życiorys
W 1929 ukończyła żeńskie gimnazjum humanistyczne Janiny Pryssewicz w Łodzi. Następnie w latach 1930–1935 studiowała polonistykę na Uniwersytecie Warszawskim, gdzie działała w Kole Polonistów. W latach 1937–1938 uczęszczała na Studium Pedagogiczne UW oraz odbyła roczną praktykę w Gimnazjum im. M. Reja w Warszawie. Następnie pracowała w szkołach średnich w Łodzi, m.in. w gimnazjum Cecylii Waszczyńskiej (1939). Podczas II wojny światowej początkowo mieszkała w Łodzi. W lutym 1940 została wysiedlona do Warszawy, gdzie uczyła na tajnych kompletach Gimnazjum im. M. Reja (1941–1944) i działała w Armii Krajowej, a jako sanitariuszka uczestniczyła w powstaniu warszawskim. Po przegranym powstaniu przebywała w Szydłowcu, gdzie pracowała jako nauczycielka.
W 1945 pracowała jako nauczycielka w XII Gimnazjum Koedukacyjnym w Łodzi, a następnie zamieszkała z rodziną w Warszawie, gdzie w 1946 uzyskała dyplom nauczycielki szkół średnich. W latach 1946–1947 była redaktorką Polskiego Radia, a następnie współpracowała ze Spółdzielnią Wydawniczą „Książka i Wiedza” (przy opracowaniu serii Biblioteka Pisarzy Polskich i Obcych) oraz z Państwowymi Zakładami Wydawnictw Szkolnych. W 1948 była współorganizatorką Instytutu Badań Literackich, w którym pracowała do 1956 i w którym w latach 1948–1951 była kierowniczką Działu Historii Literatury Staropolskiej. Od 1949 była jednocześnie wykładowcą Uniwersytetu Warszawskiego, a w latach 1950–1951 przygotowywała także odczyty i programy audycji szkolnych dla Wszechnicy Radiowej. W 1953 została członkinią komitetu redakcyjnego serii Biblioteka Pisarzów Polskich Instytutu Badań Literackich. W 1954 została zastępcą profesora w IBL, w 1955 wykładowcą, a w 1956 zastępcą profesora historii literatury polskiej na Uniwersytecie Warszawskim. W latach 1961–1975 pracowała jako starszy wykładowca na wydziale polonistyki UW. Od 1975 prowadziła seminaria magisterskie na Studiach Zaocznych dla Pracujących. Należała do PZPR.

### Życie prywatne
Była córką sędziego Walerego Pietrusiewicza i Walerii z domu Lippert. Była żoną inżyniera Stefana Pietrusiewicza. Pochowana została na Powązkach Wojskowych w Warszawie (B-35, 2, 17).

## Wyróżnienia
- Złoty Krzyż Zasługi (1967)
- Nagroda Ministra Nauki, Szkolnictwa Wyższego i Techniki (1974)[1]